# تنازل إدوارد الثامن عن العرش

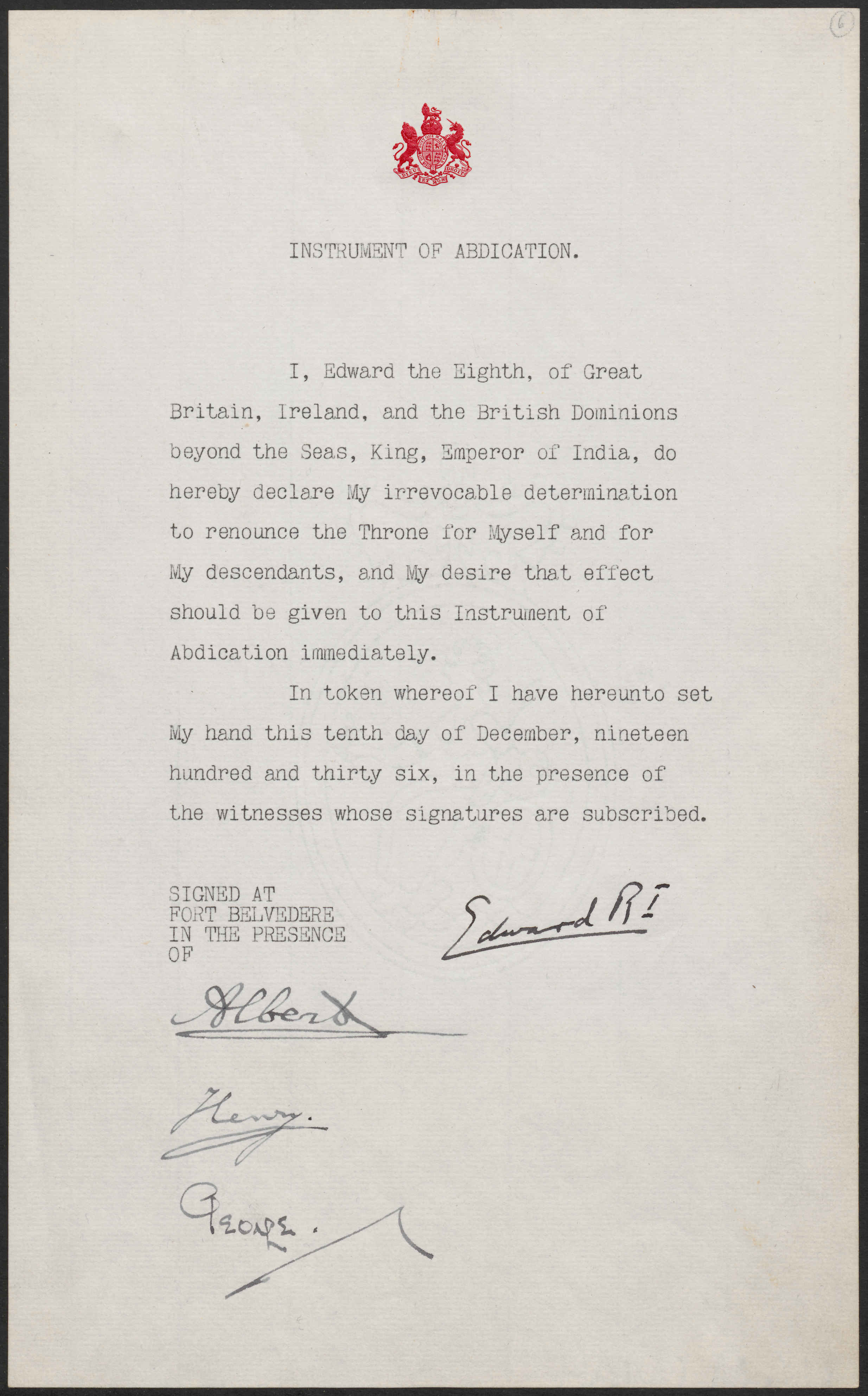
وثيقة تنازل الملك إدوارد الثامن عن عرش المملكة المتحدة في 10 ديسمبر 1936.

في عام 1936، نشأت أزمة دستورية في الإمبراطورية البريطانية عندما اعتزم الملك الإمبراطور إدوارد الثامن الزواج من واليس سيمبسون، وهي امرأة أمريكية بارزة اجتماعيًا انفصلت عن زوجها الأول وكانت تسعى في طلاق زوجها الثاني.
عارضت حكومات المملكة المتحدة ودول دومينيون الكومنولث البريطاني زواجهما. أُثيرت اعتراضات دينية وقانونية وسياسية وأخلاقية. بصفته العاهل البريطاني، كان إدوارد الرئيس الاسمي لكنيسة إنجلترا، التي لم تسمح في ذلك الوقت للمطلقين بالزواج مرة أخرى في الكنيسة إذا كان أزواجهم السابقون على قيد الحياة. لهذا السبب، شاع الاعتقاد بأن إدوارد لا يمكنه الزواج بسيمبسون والبقاء على العرش. تداول العديد آراءً تفيد بعدم أهلية سيمبسون سياسيًا واجتماعيًا كملكة قرينة مستقبلية بسبب زواجيها السابقين. افترضت المؤسسة الحاكمة عمومًا أن سيمبسون كانت مدفوعة بحب المال أو المنصب وليس حب الملك. رغم المعارضة، أعلن إدوارد حبه لسيمبسون ونيته الزواج بها بمجرد استكمال طلاقها الثاني.
أدى الإحجام السائد عن قبول سيمبسون قرينةً للملك ورفض إدوارد التخلي عنها إلى تنازله عن العرش في ديسمبر 1936. خلفه شقيقه ألبرت، الذي أصبح جورج السادس. بعد تنازله عن العرش، مُنح إدوارد لقب دوق وندسور، وسُمي صاحب السمو الملكي، وتزوج بسيمبسون في العام التالي. ظلا متزوجين حتى وفاته بعد 35 عامًا.

## المعارضة

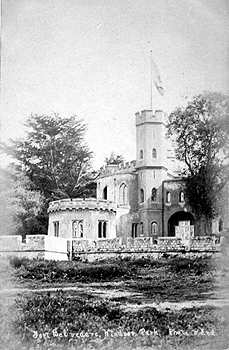
بطاقة بريدية من أوائل القرن العشرين لحصن بلفيدير، وهو سكن على طراز النهضة القوطية من القرن التاسع عشر في وندسور جريت بارك، ساري. موقع توقيع وثيقة تنازل إدوارد الثامن ملك المملكة المتحدة عام 1936.

جاءت معارضة الملك وزواجه من عدة جهات. ارتابت المؤسسة الحاكمة من رغبة إدوارد في تحديث النظام الملكي وجعله منفتحًا، على الرغم من تقدير عدد كبير من العامة لهذا التحديث. أزعج إدوارد الطبقة الأرستقراطية من خلال التعامل مع تقاليدهم ومراسمهم بازدراء، وشعر الكثيرون بالإهانة من إهماله للأعراف والمعايير الاجتماعية المتّبعة.

### اجتماعية وأخلاقية
وجد وزراء الحكومة والعائلة المالكة أن خلفية واليس سيمبسون وسلوكها غير مقبولين بالنسبة لملكة مرتقبة. انتشرت شائعات وتلميحات حولها في المجتمع. أُبلغت والدة الملك، الملكة ماري، باحتمال أن يكون لسيمبسون نوعٌ من السيطرة الجنسية على إدوارد، لأنها حررته من اختلال جنسي غير محدد بممارسات مكتسبة من بيت دعارة صيني. أيد آلن دون، ملحق ديني مساعد لرئيس أساقفة كانتربري، هذا الرأي بجزء منه، إذ كتب شكوكه القائلة بأن الملك «غير طبيعي جنسيًا وهو ما قد يفسر سيطرة السيدة إس. عليه». أيضًا، ذكر كاتب السيرة الذاتية الرسمي لإدوارد الثامن، فيليب زيغلر ملاحظةً أكد فيها: «احتمال وجود نوع من العلاقة السادية المازوخية ... استمتع [إدوارد] بالامتهان والتسلط اللذان مورسا عليه من قِبلها».
أفاد محققو الشرطة الذين يلاحقون سيمبسون أنه أثناء ارتباطها بإدوارد، كانت أيضًا على علاقة مع ميكانيكي سيارات ورجل مبيعات متزوج يدعى غاي ترندل. لربما نُقل هذا الأمر إلى كبار الشخصيات في المؤسسة الحاكمة، بما في ذلك أفراد العائلة المالكة. وصفها السفير الأمريكي جوزيف كينيدي بأنها «حاذقة»، ورفضت زوجته، روز، تناول العشاء معها.
اعتُبرت واليس أنها تلاحق إدوارد من أجل أمواله؛ كتب مرافقه الشرفي أنها ستتركه في النهاية، «بعد أن ضمنت المال». كتب رئيس الوزراء المستقبلي نيفيل تشامبرلين (وزير الخزانة آنذاك) في مذكراته أنها كانت «امرأة عديمة الضمير تمامًا ولا تحب الملك ولكنها تستغله لغاياتها الخاصة. لقد دمرته أساسًا بالمال والمجوهرات...».
توترت العلاقات بين المملكة المتحدة والولايات المتحدة خلال سنوات ما بين الحربين وكانت غالبية البريطانيين مترددة في قبول أمريكيةٍ كملكة. في ذلك الوقت، نظر بعض أفراد الطبقة العليا البريطانية إلى الأمريكيين بازدراء واعتبروهم أدنى منزلة اجتماعيًا. في المقابل، كان الرأي العام الأمريكي مؤيدًا بشكل واضح للزواج، كما كانت معظم الصحافة الأمريكية.

### دينية وقانونية
خلال حياة إدوارد، منعت الكنيسة الإنجليزية زواج المطلقين في الكنيسة في حال كان أزواجهم السابقون على قيد الحياة. كان الملك ملزمًا بموجب القانون بأن يكون في شراكة مع كنيسة إنجلترا، وكان رئيسها الاسمي أو الحاكم الأعلى. في عام 1935، أكدت كنيسة إنجلترا مجددًا أنه «لا يجوز بأي حال من الأحوال أن يتزوج الرجال أو النساء المسيحيون مرة أخرى خلال حياة الزوجة أو الزوج». اعتبر رئيس أساقفة كانتربري، كوزمو غوردون لانغ، أنه لا يمكن للملك، بصفته رئيسًا لكنيسة إنجلترا، الزواج من مطلقة. إذا تزوج إدوارد واليس سيمبسون، المطلقة التي سيكون لها قريبًا زوجان سابقان على قيد الحياة، في مراسم مدنية، فسوف يتعارض ذلك بشكل مباشر مع تعاليم الكنيسة ومع دوره كرئيس للكنيسة بحكم منصبه.
لم تعترف كنيسة إنجلترا بطلاق واليس الأول (في الولايات المتحدة على أساس «عدم التوافق العاطفي»)، وقد لا يكون معترفًا به بموجب القانون الإنجليزي إذا ما طُعن به أمام المحاكم الإنجليزية. في ذلك الوقت، اعتبرت الكنيسة والقانون الإنجليزي أن الزنا هو السبب الوحيد للطلاق. وبالتالي، بموجب هذه الحجة، فإن زواجها الثاني، وكذلك زواجها من إدوارد، سيعتبر زواجًا متعددًا وباطلًا. أتاح قانون القضايا الزوجية لعام 1937، الذي صدر بعد وقت قصير من زواج إدوارد بواليس، العديد من مبررات الطلاق الأخرى على المستوى القانوني.

### سياسية
عندما زار إدوارد قرى التعدين الرازحة تحت وطأة الكساد في ويلز، أدلى بتعليق يفيد بوجوب «القيام بشيء ما» فبرزت مخاوف بين السياسيين المنتخبين باحتمال تدخله في الشؤون السياسية، وهو الأمر الذي يتجنبه الملوك الدستوريون عادةً. كتب رامزي ماكدونالد، اللورد رئيس المجلس الخاص، عن تعليقات الملك: «يجب الحد من هذه التصرفات الحماسية. إنها انتهاك لمجال السياسة ويجب مراقبتها دستوريًا». على الرغم من أن تعليقات إدوارد جعلته يتمتع بشعبية في ويلز، فقد تضاءلت شعبيته للغاية لدى العامة في اسكتلندا بعد رفضه افتتاح جناح جديد لمستشفى أبردين الملكي، قائلًا إنه لا يستطيع فعل ذلك لأنه في حداد على والده. في اليوم التالي للافتتاح، صوّرته الصحف يقضي عطلةً: لقد رفض الحدث العام لصالح مقابلة سيمبسون.
بصفته أمير ويلز، أشار إدوارد علنًا إلى أعضاء مجالس المقاطعات العمالية أنهم «غريبو الأطوار» وألقى خطابات معارضة لسياسة الحكومة. خلال فترة حكمه ملكًا، استمر برفض مشورة الوزراء: فقد عارض فرض عقوبات على إيطاليا بعد احتلالها لإثيوبيا ورفض استقبال إمبراطور إثيوبيا المخلوع ولم يؤيد تعزيز عصبة الأمم.
ازداد استياء أعضاء الحكومة البريطانية من الزواج المقترح بعد إخبارهم أن واليس سيمبسون كانت عميلةً لألمانيا النازية. حصلت وزارة الخارجية على رسائل مسربة من سفير الرايخ الألماني في المملكة المتحدة، يواكيم فون ريبنتروب، الذي كشف عن وجهة نظره الراسخة ومفادها أن معارضة الزواج كانت مدفوعة بالرغبة في «هزيمة القوات الألمانوفيلية التي كانت تعمل من خلال السيدة سيمبسون». ترددت شائعات بأن سيمبسون امتلكت إمكانية الوصول إلى أوراق حكومية سرية مرسلة إلى إدوارد، الذي تركها دون حراسة في مقر إقامته في فورت بلفيدير. أثناء تنازل إدوارد عن العرش، أرسل ضباط الحماية الشخصية الذين يحرسون سيمبسون في المنفى في فرنسا تقارير إلى داوننغ ستريت تشير إلى أنها قد «تسافر إلى ألمانيا».